# V. Armee-Korps (Deutsches Kaiserreich)
Das V. Armee-Korps war ein Großverband der Preußischen Armee.

## Geschichte
Das Korps wurde am 30. Mai 1818 aus dem bestehenden Generalkommando in der Provinz Posen errichtet. Das Generalkommando befand sich bis zur Auflösung Ende Dezember 1918 in Posen und war bis zum Ausbruch des Ersten Weltkriegs der VIII. Armee-Inspektion unterstellt.

### Deutscher Krieg 1866

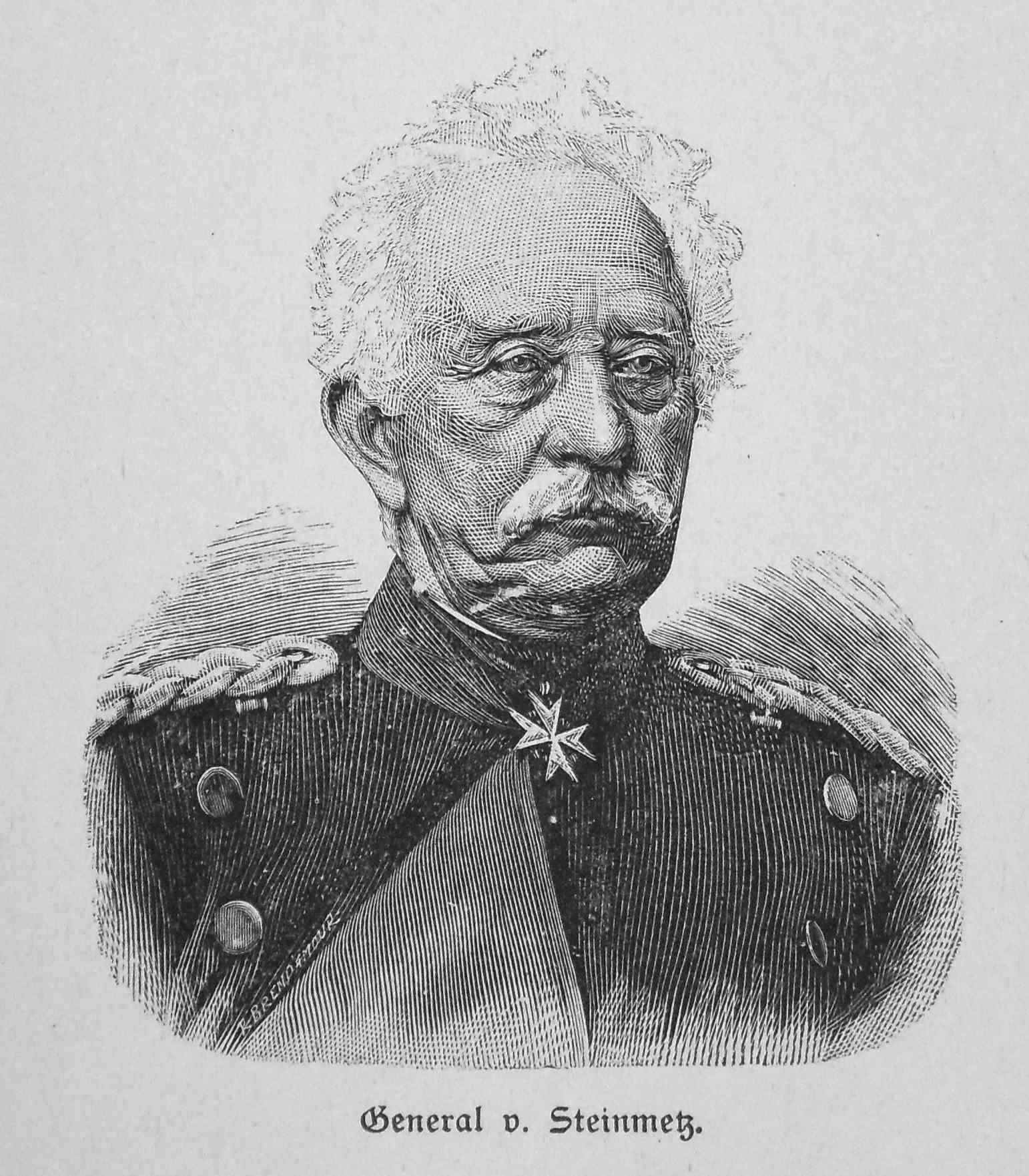
Karl Friedrich von Steinmetz

Das Korps stand im Deutschen Krieg unter dem Kommandierenden General der Infanterie von Steinmetz und war Teil des aus dem Raum Glatz in Böhmen einbrechenden linken Flügels der 2. Armee unter Kronprinz Friedrich Wilhelm von Preußen. Als Vorhut der 2. Armee überschritt das V. Korps am Abend des 26. Juni 1866 die Metau, den Grenzfluss zwischen der Grafschaft Glatz und Böhmen. Auf der Strecke von Nachod bis Trautenau rückten gleichzeitig das preußische I. Armee-Korps und das Gardekorps in Böhmen ein, das VI. Armee-Korps stand noch als Reserve im Glatzer Raum und folgte verspätet nach. Bei Schlaney überschritt die Vorhut der 9. Division unter Generalmajor von Loewenfeld die schlesische Grenze. Der Grenzübergang Běloves wurde von den Österreichern ungenügend gesichert und schnell aufgegeben. Der Weitermarsch des V. Korps erfolgte über die engen Pässe der Mettau nach Nachod, der Kronprinz begab sich von Braunau kommend ins Hauptquartier des V. Korps. Am 27. Juni kam es zum Gefecht von Nachod, welches durch das rechtzeitige Eingreifen der 10. Division unter Generalleutnant von Kirchbach zu Gunsten der preußischen Waffen entschieden wurde. Das österreichische VI. Korps des Generals Ramming wurde geschlagen und die wichtigen Höhe von Wysokov von den Preußen erobert. Die Niederlage des I. Armee-Korps bei Trautenau hatte auch Auswirkungen auf den linken Flügel der Armee des Kronprinzen. General von Steinmetz hatte vergeblich gewartet, die geplante Vereinigung mit dem Gardekorps herzustellen, dann aber den Befehl erhalten, allein weiter vorzugehen. Am 28. Juni setzte das V. Korps den Vormarsch fort, das Eingreifen des Korps in das Gefecht bei Skalitz – die 9. Division rückte im Wald von Dubno vor – sicherte den Sieg über das österreichische Korps unter Erzherzog Leopold. Nach den vergeblichen Angriffen der Österreicher hatte es die 10. Division geschafft, das gegnerische Zentrum einzunehmen, gleichzeitig hatte die 9. Division die Höhen vor der Aupa eingenommen. General v. Steinmetz befahl für den 29. Juni den Weitermarsch des V. Korps mit dem Detachement des Generalmajors von Hoffmann auf Gradlitz. Am 29. Juni folgte ein weiterer Sieg beim Gefecht bei Schweinschädel. Am 2. Juli zur Beobachtung von Josephsstadt befohlen, verlor das V. Korps seine Führungsrolle an das VI. Korps und konnte daher am 3. Juli nicht mehr bei der Schlacht bei Königgrätz eingreifen. Bei den Dispositionen für die Verfolgung der Österreicher wurde dem I. Korps der Vortritt gelassen; General von Clausewitz sollte mit der 2. Division auf der Straße von Tobitschau nach Prerau vorgehen. Am 17. Juli sollte die preußische Kavallerie-Division bis Kremsier voraus den Marsch des V. Korps decken. Der weitere Vormarsch führte die 10. Division bis nach Ungarn. Am 20. September rückte das V. Korps nach Beendigung des Feldzuges wieder in die Garnison von Posen ein.

### Deutsch-Französischer Krieg

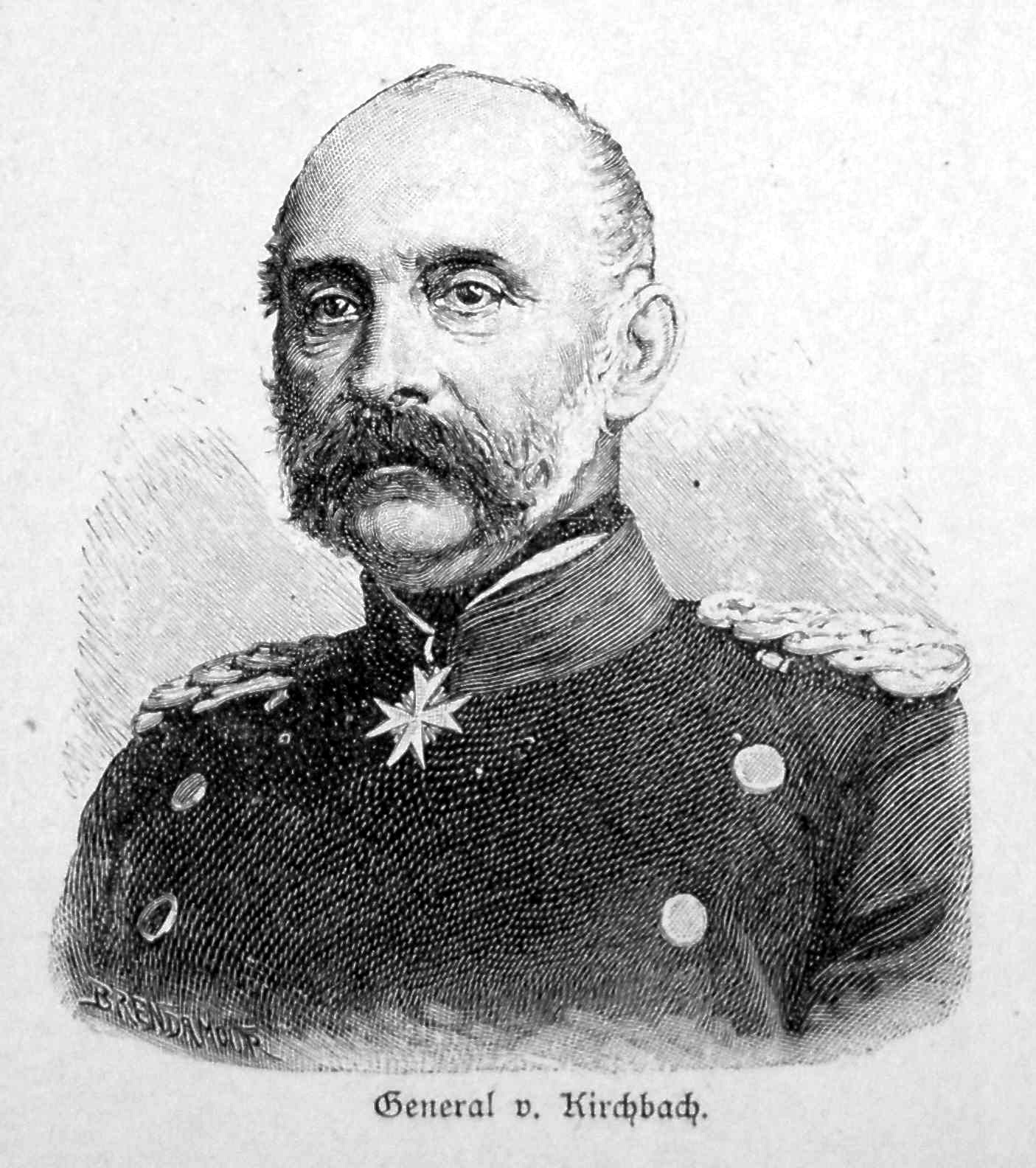
General Hugo von Kirchbach

Im Krieg von 1870/71 stand General Hugo von Kirchbach an die Spitze des V. Armee-Korps, sein Vorgänger General von Steinmetz, erhielt den Oberbefehl der 1. Armee. Als Chef des Stabes des Korps fungierte Oberst von der Esch, die 9. Division führte Generalmajor von Sandrart und die 10. Division Generalleutnant von Schmidt. Das V. Korps versammelte sich bis 3. August im Raum Landau und begann am 4. August den Vormarsch in Richtung Schweighofen. Die 9. Division übernahm die Führung und rückte über Altenstadt nach Weißenburg, gleichzeitig rückte das II. bayerischen Korps unter General Hartmann über Schweigen gegen Weißenburg. Nachdem Altenstadt genommen war, entwickelte sich am 4. August die Schlacht von Weißenburg. Nach der Einnahme von Weißenburg wandte man sich den französischen Stellungen auf dem Geisberg zu. Nachdem die 41. Brigade des südlicher eingreifenden XI. Armee-Korps den Geisberg nach Süden umgangen hatte und den Berg von Südosten stürmte, konnten die Stellungen der Franzosen vom Rücken her aufgerollt werden. Das V. Korps verlor bei Weißenburg 18 Offiziere und 162 Mann an Toten; 37 Offiziere 631 Mann an Verwundeten; 16 Mann waren vermisst.
Der Kronprinz hatte für den 6. August Befehl zur Defensive gegeben, doch die 20. Infanterie-Brigade (Generalmajor Walther von Montbary) der 10. Division hatte sich bei der Rekognoszierung verleiten lassen, den Ort Wörth zu besetzen. Kirchbach versuchte zunächst die wider seinen Willen eingeleitete Schlacht bei Wörth abzubrechen. Gegen 8 Uhr befahl General Kirchbach die Einstellung des Gefechts, musste es jedoch in der nächsten Stunde bereits wieder aufnehmen, da inzwischen das II. Bayerische Korps am äußersten rechten Flügel im Angriff stand. Gegen 13:30 Uhr erstürmte das preußische V. Korps den westlichen Talrand der Sauer zwischen Wörth und Fröschweiler, während gleichzeitig die württembergische Kavallerie auf dem linken Flügel erschien und das preußische XI. Armee-Korps sich zum Angriff gegen den Niederwald entwickelte. Von Süden und Osten drangen die Preußen gegen den Ort Fröschweiler vor und stürmten ihn.
Beim Vorgehen auf Sedan bestand das V. Korps am 30. August ein unbedeutendes Gefecht bei Stonne. Am 1. September kam es zur entscheidenden Schlacht bei Sedan, dem V. und XI. Korps fiel zunächst die Aufgabe zu, den französischen Rückzug nach Westen zu verhindern. Die Deutschen erkannten erst jetzt deutlich, dass die Franzosen gar nicht nach Mézières abmarschierten wollten, um der Umschließung zu entgehen. Während der Schlacht verstärkte das V. Korps nach Norden ausholend, den Ring der die französische Armee umklammerte und suchte Fühlung mit dem von Osten kommenden Gardekorps der neugebildeten Maasarmee. Das Korps riegelte die Straße aus Illy ab und eroberte den strategisch wichtigen Kalvarienberg. Nach der Kapitulation der Franzosen bei Sedan wurde der Weitermarsch nach Paris fortgesetzt. Am 17. September bahnte sich das Korps durch ein Gefecht bei Valenton den Weg über die Seine, am 19. September erzwang es im südlichen Vorfeld von Paris bei Bicêtre-Villecoublay vor französischen Gegenangriffen den Weitermarsch. Am 19. September begann die Belagerung von Paris, das Korps bezog seine Stellungen an der Westfront bei Versailles, wo sich auch das deutsche Hauptquartier etablierte. Am 11. Oktober sicherte das Korps den Abschnitt Meudon-Bougival, am rechten Flügel schloss das XI. Armee-Korps, am linken Flügel am nördlichen Flügel der Seine schloss das IV. Korps an. Das Korps schlug in weiterer Folge der Belagerung alle Ausfälle der Pariser zurück. Von den gegen diesen Abschnitt gerichtete Angriffe war der bedeutendste der als Schlacht am Mont Valérien bezeichnete Ausfallsversuch vom 19. Januar 1871. Im Februar marschierte das V. Korps nach Orléans und im März 1871 nach Vesoul ab. Nach der Kapitulation von Paris rückte das Korps im März nach Burgund ab, Anfang Juni 1871 kehrte es in die Heimat zurück.

### Erster Weltkrieg
Das V. Korps nahm im Rahmen der 5. Armee unter Kronprinz Wilhelm am Ersten Weltkrieg teil. Dem Korps unter dem Kommandierenden General von Strantz unterstanden bei Kriegsbeginn im August 1914 die 9. Division unter Generalleutnant Eduard von Below und die 10. Division unter Generalleutnant Robert Kosch. Die französische 3. Armee war am 22. August aus dem Raume Verdun über den Othain und die Maas im Vorgehen in nördlicher Richtung an die Linie Longuyon-Montmédy. Die 3. Kavallerie-Division operierte rechts vor der Front des V. Armee-Korps und klärte von Etalle über Jamaigne-Izel gegen Florenville auf. Als rechter Flügel der 5. Armee wurde das Korps auf Virton angesetzt und ließ die 9. Division auf die Höhen zwischen Robelpont und Virton vorgehen, östlich davon wurde die 19. Brigade der 10. Division auf Belmont und das Dorf Ethe angesetzt. Am 24. August besetzte die 10. Division Charency und Vezin und erreichte Marville, dahinter stand die 9. Division noch bei Ruette. Bis zum Abend stand das V. Korps zwischen Vezin bis Petit Xivry, daneben erreichte das XIII. Armee-Korps Noers nach Le Haut Bois, das VI. Reserve-Korps stand zwischen Bellefontaine Ferme und Bois Deffoy.

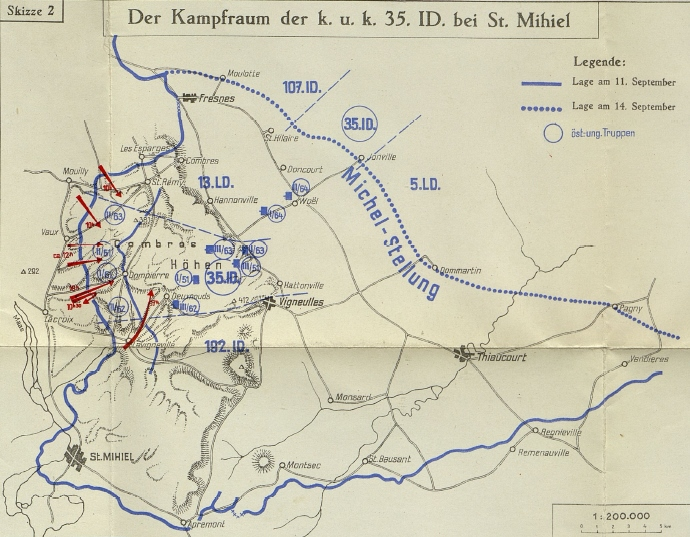
Der Kampfraum der k.u.k. 35. Infanteriedivision im Abschnitt der „Korpsgruppe Combres“ (Generalkommando V. A.K.)

Das V. Armee-Korps war bereits für die bedrängte Ostfront vorgesehen, es wurde aber noch rechtzeitig in Metz angehalten und verblieb nach den neuen Richtlinien der OHL doch noch an der Front östlich Verdun. Während der folgenden Marneschlacht wurde die deutsche 5. Armee endgültig vor der nordöstlichen Festungsfront von Verdun in die Defensive gedrängt. Die 10. Division beschoss vom 8. bis zum 10. September Fort Troyon. Wäre das Fort von Troyon gefallen, hätten die deutschen Truppen die Maas überschritten und die Stadt Verdun eingekreist.
Am 11. September 1914 wurde General Strantz neben seiner Stellung als Kommandierender General des V. Korps gleichzeitig Oberbefehlshaber der Armeeabteilung Strantz, die den linken Flügel der 5. Armee deckte. Zwischen 12. und 13. September erfolgte der Rückzug der 5. Armee aus den südlichen Argonnen. Das Hauptquartier befand sich im Château de Moncel bei Jarny im Département Meurthe-et-Moselle. Das Korps führte die folgenden Jahre Stellungskämpfe zwischen Maas und Mosel.
Während der Schlacht um Verdun im Frühjahr 1916 deckte das Korps die Angriffe der 5. Armee am linken Flügel in der Woëvre-Ebene. Am 2. Februar 1917 wurde General Eduard von Below zum neuen Kommandierenden General ernannt. Im Juni 1917 war das Korps Teil der Armee-Abteilung C, unterstellt waren die 8. Landwehr-Division, sowie die 44. und 45. Reserve-Division.
Das V. Korps wurde zwischen 14. März und 11. November 1918 als „Gruppe Combres“ bezeichnet. Während der Schlacht von St. Mihiel waren dem Korps die 13. Landwehr-Division, die k.u.k. 35. Infanterietruppen-Division und als Reserve die 88. Infanterie-Division unterstellt.
Zusammen mit der „Gruppe Mihiel“ (Generalkommando XII. R.K.) und der „Gruppe Gorze“ (Generalkommando 57) musste im September 1918 der St. Mihiel-Bogen vor den französisch-amerikanischen Angriffen aufgegeben werden.

## Gliederung

### Friedensgliederung 1914
- 9. Division in Glogau[17]
- 10. Division in Posen
- Jäger-Bataillon „von Neumann“ (1. Schlesisches) Nr. 5 in Hirschberg
- Festungs-Maschinengewehr-Abteilung Nr. 6 in Posen
- Niederschlesisches Fußartillerie-Regiment Nr. 5 in Posen
- Kommando der Pioniere des V. Armee-Korps
  - Niederschlesisches Pionier-Bataillon Nr. 5 in Glogau
  - Posensches Pionier-Bataillon Nr. 29 in Posen
- Festungs-Fernsprech-Kompanie Nr. 8 in Posen
- Flieger-Bataillon Nr. 2 in Posen, Graudenz und Königsberg i. Pr.
- Niederschlesische Train-Abteilung Nr. 5 in Posen

## Kommandierender General

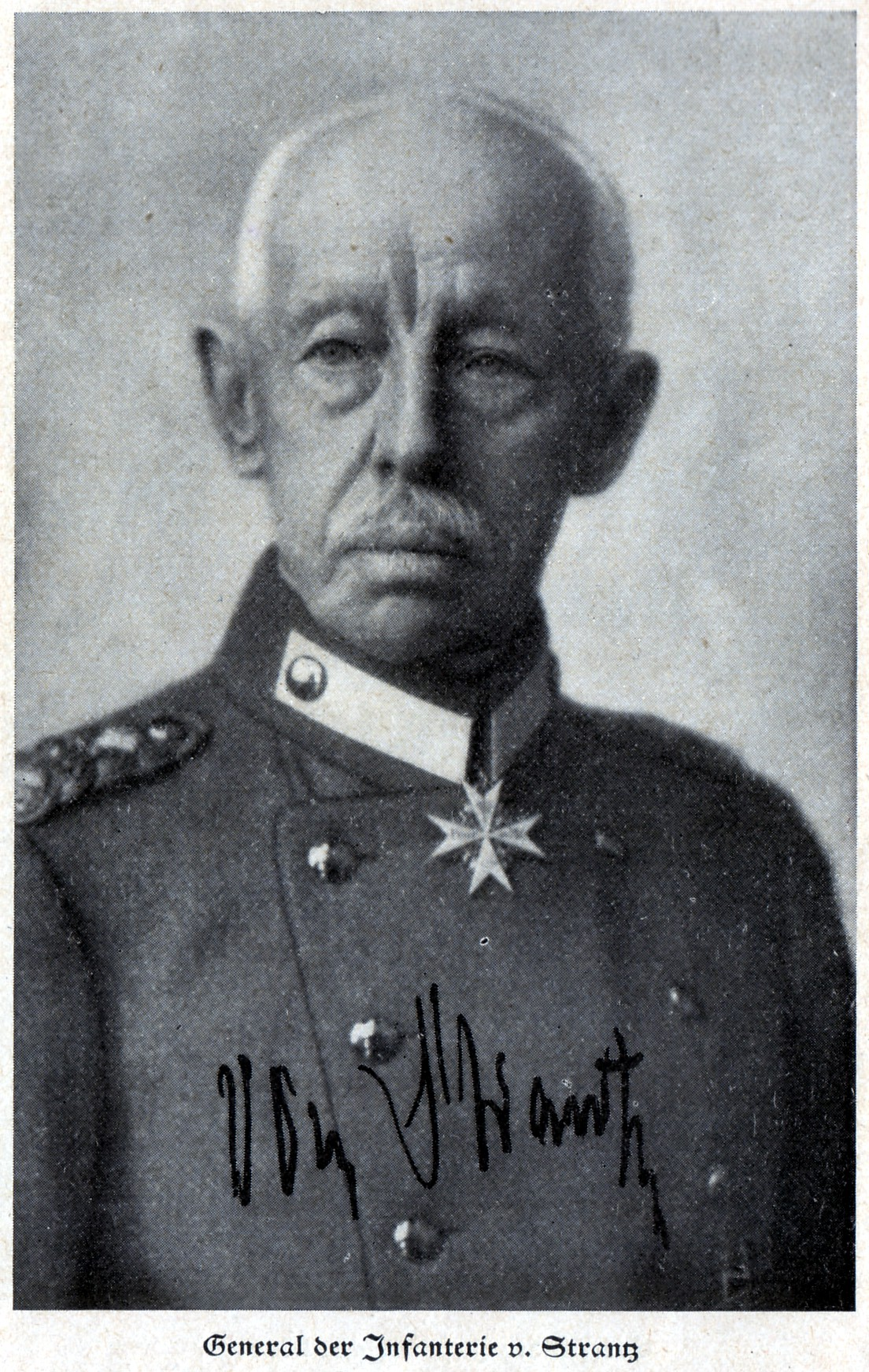
General der Infanterie Hermann von Strantz

Das Generalkommando als Kommandobehörde des Armee-Korps stand unter der Führung des Kommandierenden Generals.
| Dienstgrad                             | Name                            | Datum                                                             |
| -------------------------------------- | ------------------------------- | ----------------------------------------------------------------- |
| Generalleutnant                        | August von Thümen               | 18. März 1815 bis 25. Januar 1820                                 |
| Generalleutnant                        | Friedrich Erhard von Röder      | 03. April 1820 bis 28. März 1832                                  |
| General der Infanterie                 | Karl von Grolman                | 29. März 1832 bis 20. September 1843                              |
| Generalleutnant                        | Peter von Colomb                | 21. September 1843 bis 9. Mai 1848                                |
| Generalleutnant                        | Friedrich Wilhelm von Brünneck  | 13. Mai 1848 bis 3. November 1851                                 |
| Generalleutnant                        | Wilhelm von Tietzen und Hennig  | 04. November 1851 bis 22. März 1852 (mit der Führung beauftragt)  |
| Generalleutnant/General der Kavallerie | Wilhelm von Tietzen und Hennig  | 23. März 1852 bis 4. August 1856                                  |
| Generalleutnant/General der Kavallerie | Franz von Waldersee             | 15. August 1856 bis 14. August 1864                               |
| General der Infanterie                 | Karl Friedrich von Steinmetz    | 18. August 1864 bis 17. Juli 1870                                 |
| General der Infanterie                 | Hugo Ewald von Kirchbach        | 18. Juli 1870 bis 2. Februar 1880                                 |
| General der Infanterie                 | Alexander von Pape              | 03. Februar 1880 bis 17. Oktober 1881                             |
| General der Infanterie                 | Gustav von Stiehle              | 18. Oktober 1881 bis 21. März 1886                                |
| Generalleutnant                        | Gustav Hermann von Alvensleben  | 22. März bis 14. Mai 1886                                         |
| Generalleutnant/General der Infanterie | Oskar von Meerscheidt-Hüllessem | 23. November 1886 bis 18. September 1888                          |
| Generalleutnant                        | Richard von Hilgers             | 19. September 1888 bis 7. April 1889 (mit der Führung beauftragt) |
| Generalleutnant                        | Richard von Hilgers             | 08. April 1889 bis 8. Januar 1890                                 |
| Generalleutnant/General der Infanterie | Richard von Seeckt              | 27. Januar 1890 bis 23. Januar 1897                               |
| General der Infanterie                 | August von Bomsdorff            | 27. Januar 1897 bis 3. April 1899                                 |
| General der Infanterie                 | Ferdinand von Stülpnagel        | 04. April 1899 bis 12. Juni 1906                                  |
| General der Infanterie                 | Alexander von Kluck             | 13. Juni 1906 bis 10. September 1907                              |
| General der Infanterie                 | Günther Emanuel von Kirchbach   | 19. September 1907 bis 2. April 1911                              |
| General der Infanterie                 | Hermann von Strantz             | 03. April 1911 bis 1. September 1914                              |
| General der Infanterie                 | Adolf von Oven                  | September 1914 bis Mai 1915 (in Vertretung)                       |
| General der Infanterie                 | Hermann von Strantz             | Mai 1915 bis Februar 1917                                         |
| General der Infanterie                 | Eduard von Below                | 02. Februar 1917 bis 1. Januar 1919                               |
| General der Infanterie                 | Georg Wichura                   | 02. Januar bis 20. September 1919                                 |